# Mircea Snegur
Mircea Snegur (régi, cirill átirat szerint Мирча Иванович Снегур) (Trifanesti, 1940. január 17. – 2023. szeptember 13.) moldáv politikus, 1990–1997 között Moldova első elnöke volt.

## Tanulmányai, munkahelyei
Snegur egy észak-besszarábiai településen született és nevelkedett. Születése idején a terület még a Román Királyság részét alkotta, majd fél évvel később a Szovjetunióhoz csatolták. Szülei Ion (oroszosan Ivan) Iacob Snegur és Anna voltak. 1959-ben érettségizett Frumușicában, majd pedig az állami mezőgazdasági egyetemre járt, ahol 1961-ben végzett. 1972-ben doktorált az agrártudományok állattenyésztési tanszékén.
Agronómusi képzettségével először egy Lunga nevű település kolhozában dolgozott Florești mellett 1961-től 1968-ig. 1968-tól 1973-ig egy mezőgazdasági kísérleti állomás igazgatója volt, majd pedig 1973-tól 1978-ig a Földművelésügyi Minisztérium Agrártudományi Főigazgatóságának igazgatójaként dolgozott.

## Politikai pályafutása
Már 1964-ben belépett a Moldovai Kommunista Pártba. 1981-ben az edineci járási bizottságának titkári posztját töltötte be 1985-ig, majd azt követően a Moldovai Kommunista Párt központi bizottságának titkára lett.
1989. július 29-én nevezték ki a a Moldovai Legfelsőbb Tanács Elnökségének elnökévé. 1990. április 27-től a Moldáv Legfelsőbb Tanács elnöke volt. Ez év szeptember 3-tól a Moldovai Szovjet Szocialista Köztársaság elnökévé nevezték ki.
Snegur 1991. május 23-án lett az ország elnöke, bár az még hivatalosan továbbra is a Szovjetunió részét alkotta. Moldova függetlenségét csak augusztus 27-én kiáltották ki. Elnöklése kezdetén Snegur ellenezte Moldova gyors egyesülését Romániával, miután virághíd néven tüntetések kezdődtek a két ország egyesítéséért. Ez szakadáshoz vezetett a Moldovai Népi Fronton belül és Snegur független jelöltként indult a választásokon, amit megnyert, a párt bojkottja pedig elbukott.
Snegur 1991. decemberében belépett a FÁK közösségébe. Szeptember 3-án létrehozta az ország nemzeti haderejét és 1992. március 2-án az ország az ENSZ teljes jogú tagja lett.
Snegur azonban nem tudta megoldani az ország keleti felén kirobbant válságot. A Dnyesztermelléken a többségi orosz-ukrán lakosság már 1989-ben kikiáltott egy különálló szovjet tagköztársaságot, amit hivatalosan nem ismertek el. A Dnyeszter Menti Köztársaság Moldovához hasonlóan teljes függetlenséget követelt magának, mert ellenezte a Romániához való közeledést, ami háború kirobbanásához vezetett. Moldova legfeljebb Romániától kapott segítséget, ellenben a dnyesztermenti szeparatisták megszerezték a Vörös Hadsereg korábban itt hagyott fegyverkészleteit és az itt állomásozó 14. orosz hadsereg is melléjük állt, ezáltal katonai győzelmet arattak a moldáv-román hadsereg felett. A Dnyesztermelléket nem ismerték el, de Moldova a mai napig nem tudja visszaszerezni felette az ellenőrzést.
A gagauz kisebbséggel a kezdeti konfliktust rövid időn belül elsimította és Gagauzia autonómiát nyert Moldován belül.
Snegur elnöklése idején 1994. június 29-én fogadták el az ország alkotmányát, 1995. június 26-án pedig az állam az Európa Tanács tagja lett. Ekkoriban alapította meg a Moldovai Újjászületés és Megbékélés pártját az egykori agrárpárt tagjaival. Ennek színeiben indult az 1996-os választáson, amelynek első fordulóját megnyerte, de nem tett szert abszolút többségre. A második fordulóban nagy meglepetésre Petru Lucinschi (aki akkor parlamenti elnök volt) fölényesen felülkerekedett Sneguron.
Sneguro 1997. január 15-én távozott a hatalomból.

## Magánélete
Snegur 1960-ban nősült meg a romániai születésű, három évvel idősebb Georgetával, akitől született Natalie Gherman nevű Lánya (2002 és 2003 között Moldova miniszterelnök-asszonya volt). Rajta kívül van még egy fia is.

## Fordítás
- Ez a szócikk részben vagy egészben  a   Mircea Snegur című román Wikipédia-szócikk fordításán alapul.  Az eredeti cikk szerkesztőit annak laptörténete sorolja fel. Ez a jelzés csupán a megfogalmazás eredetét és a szerzői jogokat jelzi, nem szolgál a cikkben szereplő információk forrásmegjelöléseként.